# Du Toitskloofpas
De Du Toitskloofpas is een bergpas in Zuid-Afrika over de Kleine Drakensteinbergen. De pas maakt sedert de opening van de Hugenotentunnel in 1988 geen deel meer uit van de N1-rijksweg.

## Geschiedenis
De pas is in 1949 door de toenmalige eerste minister, dr. D.F. Malan, geopend en is ontworpen door civiel-ingenieur Pieter Agricola de Villiers, die kort daarna ook die Outeniquapas ontworpen heeft. De Du Toitskloofpas is in het midden van de 20e eeuw beschreven als een van de grootste bouwprestaries van die tijd. De bouwtijd was 7 jaar en aanvankelijk zijn er  Italiaanse krijgsgevangenen voor de aanleg gebruikt. De moderne snelweg tussen de Paarl en Worcester was 37 km lang en 12 nieuwe bruggen moesten ervoor gebouwd worden. Er werd van beweerd dat het veilig was om er met 80 km/u overheen te gaan. Het hoogste punt van de pas is 820m boven de zeespiegel en de maximum helling is 1:15. Vooral de tunnel van 240m lang was een bezienswaardigheid voor zijn tijd. In zeven maanden is er 25 000 ton rots verwijderd en het gevolg was de langste tunnel van het land van zijn tijd.
De pas is vernoemd naar een plaatselijke boer, de Franse hugenoot François du Toit die de eigenaar was van de hoeve Kleinbosch in het Dal Josephat. De weg over de pas is 11 km langer dan door de nieuwere tunnel en het is niet ongebruikelijk wat oponthoud te beleven door langzame vrachtwagens of overstekende bavianen.

## Afbeeldingen

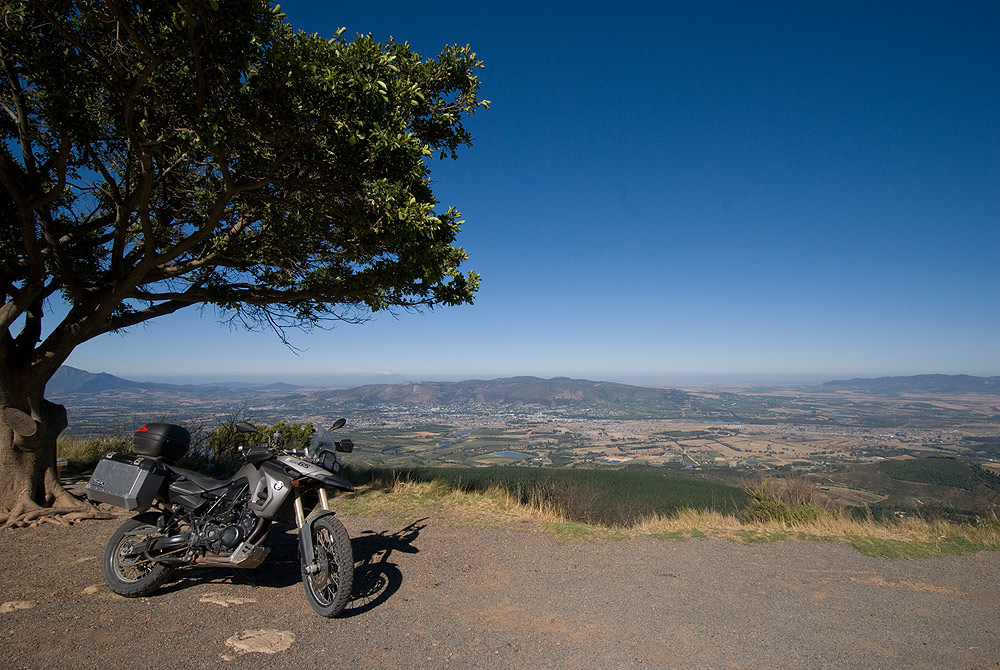
Uitzicht vanaf de pas
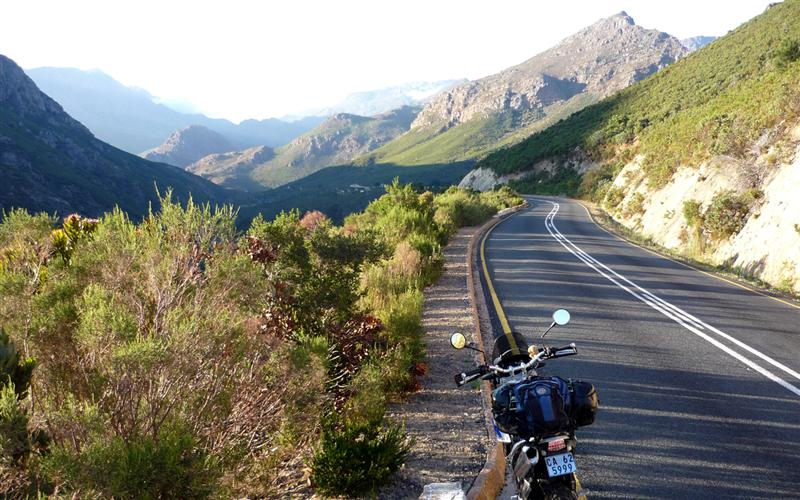
Deel van de pas